# Gran Premi de la Xina del 2009
El Gran Premi de la Xina de Fórmula 1 de la Temporada 2009 es va disputar al circuit de Xangai el 19 d'abril del 2009.

## Qualificacions del dissabte
Temps dels pilots en els entrenaments oficials de dissabte.
| Pos. | No. | Pilot                | Equip                | Temps Q1 | Temps Q2 | Temps Q3 | Graella |
| ---- | --- | -------------------- | -------------------- | -------- | -------- | -------- | ------- |
| 1    | 15  | Sebastian Vettel     | Red Bull-Renault     | 1:36.565 | 1:35.130 | 1:36.184 | 1       |
| 2    | 7   | Fernando Alonso      | Renault              | 1:36.443 | 1:35.803 | 1:36.381 | 2       |
| 3    | 14  | Mark Webber          | Red Bull-Renault     | 1:35.751 | 1:35.173 | 1:36.466 | 3       |
| 4    | 23  | Rubens Barrichello   | Brawn-Mercedes       | 1:35.701 | 1:35.503 | 1:36.493 | 4       |
| 5    | 22  | Jenson Button        | Brawn-Mercedes       | 1:35.533 | 1:35.556 | 1:36.532 | 5       |
| 6    | 9   | Jarno Trulli         | Toyota               | 1:36.308 | 1:35.645 | 1:36.835 | 6       |
| 7    | 16  | Nico Rosberg         | Williams-Toyota      | 1:35.941 | 1:35.809 | 1:37.397 | 7       |
| 8    | 4   | Kimi Räikkönen       | Ferrari              | 1:36.137 | 1:35.856 | 1:38.089 | 8       |
| 9    | 1‡  | Lewis Hamilton       | McLaren-Mercedes     | 1:35.776 | 1:35.740 | 1:38.595 | 9       |
| 10   | 12  | Sébastien Buemi      | Toro Rosso-Ferrari   | 1:36.284 | 1:35.965 | 1:39.321 | 10      |
| 11   | 6‡  | Nick Heidfeld        | BMW Sauber           | 1:36.525 | 1:35.975 |          | 11      |
| 12   | 2‡  | Heikki Kovalainen    | McLaren-Mercedes     | 1:36.646 | 1:36.032 |          | 12      |
| 13   | 3   | Felipe Massa         | Ferrari              | 1:36.178 | 1:36.033 |          | 13      |
| 14   | 10  | Timo Glock           | Toyota               | 1:36.364 | 1:36.066 |          | 19¹     |
| 15   | 17  | Kazuki Nakajima      | Williams-Toyota      | 1:36.673 | 1:36.193 |          | 14      |
| 16   | 11  | Sébastien Bourdais   | Toro Rosso-Ferrari   | 1:36.906 |          |          | 15      |
| 17   | 8   | Nelson Piquet Jr.    | Renault              | 1:36.908 |          |          | 16      |
| 18   | 5   | Robert Kubica        | BMW Sauber           | 1:36.966 |          |          | 17      |
| 19   | 20  | Adrian Sutil         | Force India-Mercedes | 1:37.669 |          |          | 18      |
| 20   | 21  | Giancarlo Fisichella | Force India-Mercedes | 1:37.672 |          |          | 20      |

"‡" indica que el cotxe munta el kers

### Sancions
- Nota 1: Timo Glock va ser penalitzat amb una pèrdua de 5 posicions a la graella perquè va canviar la caixa de canvis en la sessió de dissabte.[2]

## Resultats de la cursa
| Pos. | N. | Pilot                | Equip                  | Voltes | Temps/ Retir.     | Pos. de sort. | Punts |
| ---- | -- | -------------------- | ---------------------- | ------ | ----------------- | ------------- | ----- |
| 1    | 15 | Sebastian Vettel     | Red Bull - Renault     | 56     | 1h 57' 43. 485    | 1             | 10    |
| 2    | 14 | Mark Webber          | Red Bull - Renault     | 56     | + 10.970 s        | 3             | 8     |
| 3    | 22 | Jenson Button        | Brawn - Mercedes       | 56     | + 44.975 seg      | 5             | 6     |
| 4    | 23 | Rubens Barrichello   | Brawn - Mercedes       | 56     | + 1' 03.704 min.  | 4             | 5     |
| 5    | 2‡ | Heikki Kovalainen    | McLaren - Mercedes     | 56     | + 1' 05.102 min.  | 12            | 4     |
| 6    | 1‡ | Lewis Hamilton       | McLaren - Mercedes     | 56     | + 1' 11.866 min.  | 9             | 3     |
| 7    | 10 | Timo Glock           | Toyota                 | 56     | + 1' 14.476 min.  | 19            | 2     |
| 8    | 12 | Sébastien Buemi      | Toro Rosso - Ferrari   | 56     | + 1' 16.439 min.  | 10            | 1     |
| 9    | 7  | Fernando Alonso      | Renault                | 56     | + 1' 24.309 min.  | 2             |       |
| 10   | 4  | Kimi Räikkönen       | Ferrari                | 56     | + 1' 31.750 min.  | 8             |       |
| 11   | 11 | Sébastien Bourdais   | Toro Rosso - Ferrari   | 56     | + 1' 34.156 min.  | 15            |       |
| 12   | 6‡ | Nick Heidfeld        | BMW Sauber             | 56     | + 1' 35.834 min.  | 11            |       |
| 13   | 5  | Robert Kubica        | BMW Sauber             | 56     | + 1' 46.853 min.  | 17            |       |
| 14   | 21 | Giancarlo Fisichella | Force India - Mercedes | 55     | + 1 Volta         | 20            |       |
| 15   | 16 | Nico Rosberg         | Williams - Toyota      | 55     | + 1 Volta         | 7             |       |
| 16   | 8  | Nelson Piquet Jr.    | Renault                | 54     | + 2 Voltes        | 16            |       |
| 17   | 20 | Adrian Sutil         | Force India - Mercedes | 50     | Accident          | 18            |       |
| Ret  | 17 | Kazuki Nakajima      | Williams - Toyota      | 43     | Transmissió       | 14            |       |
| Ret  | 3  | Felipe Massa         | Ferrari                | 20     | Problema Elèctric | 13            |       |
| Ret  | 9  | Jarno Trulli         | Toyota                 | 18     | Col·lisió         | 6             |       |

"‡" indica que el cotxe munta el kers

## Altres
- Pole: Sebastian Vettel 1' 36. 184

- Volta ràpida: Rubens Barrichello 1' 52. 592 (a la volta 42)